# Nomain
 Nomain là một xã ở trong tỉnh Nord ở miền bắc nước Pháp. Xã này có diện tích 19,11 kilômét vuông, dân số năm 1999 là 2393 người. Xã nằm ở khu vực có độ cao trung bình 45 mét trên mực nước biển.